# La Libertad (cidade)
La Libertad é um município localizado no departamento de mesmo nome, em El Salvador. Sua população estimada em 2013 era de 35 589 habitantes.

## Transporte
O município de La Libertad é servido pela seguinte rodovia:
- CA-04, que liga o município de San Ignacio (e a Fronteira El Salvador-Honduras, na cidade de Ocotepeque - rodovia CA-08 Hondurenha) (Departamento de Chalatenango) à cidade de Santa Tecla (Departamento de La Libertad) [2]